# Однородное социалистическое правительство
«Однородное социалистическое правительство» существовало исключительно как идея в России в 1917 году и противопоставлялось коалиционному Временному правительству буржуазных и революционно-демократических партий.

## История
Провозвестниками этой идеи можно считать тех представителей левых социалистических партий, которые ещё в марте-апреле 1917 г. выдвигали лозунг «Вся власть Советам!»: поскольку в Советах рабочих и солдатских депутатов были представлены только социалистические партии (самыми правыми были «народные социалисты»), сформированное Советами правительство могло быть только «однородным социалистическим».
Левые социалисты — большевики, межрайонцы, меньшевики-интернационалисты во главе с Ю. О. Мартовым и левое крыло партии эсеров, составлявшие в то время меньшинство во всех Советах, не рассчитывая на приглашение в правительство и не стремясь в него из-за принципиальных разногласий с правыми социалистами, считали, однако, что только такое правительство, не раздираемое внутренними противоречиями, может быть дееспособным и пользоваться поддержкой народа. Так, на I Всероссийском съезде Советов рабочих и солдатских депутатов, после выступления министра-социалиста А. В. Пешехонова, Л. Д. Троцкий говорил: «…Если бы мне сказали, что министерство будет составлено из 12 Пешехоновых, я сказал бы, что это огромный шаг вперёд».
Однако идея социалистического правительства не находила сочувствия именно у тех партий, которые составляли в Советах большинство, — правых социал-демократов (меньшевиков) и правых эсеров.

## Проект В. М. Чернова
После Корниловского мятежа в идее коалиционного правительства разочаровались и многие из тех, кто прежде её поддерживал. Непосредственно после попытки переворота большевики в очередной раз предложили правым социалистам взять власть в свои руки: 1 сентября Петроградский совет, несмотря на то что большевики и левые эсеры ещё не завоевали в нём большинства, принял предложенную большевиками резолюцию о переходе власти к Советам. В. И. Ленин в статье «Русская революция и гражданская война» писал:
Союз кадетов с эсерами и меньшевиками против большевиков, т. е. против революционного пролетариата, испытан на практике в течение ряда месяцев, и этот союз временно притаившихся корниловцев с «демократией» привел на деле не к ослаблению, а к усилению большевиков, к краху «коалиции», к усилению «левой» оппозиции и у меньшевиков. 

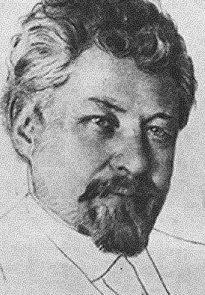
В. М. Чернов, основной эсеровский идеолог

Союз большевиков с эсерами и меньшевиками против кадетов, против буржуазии еще не испытан. Или, если быть более точным, такой союз испытан только по одному фронту, только в течение пяти дней, 26—31 августа, во время корниловщины, и такой союз дал за это время полнейшую, с невиданной еще ни в одной революции легкостью достигнутую победу над контрреволюцией…
Если есть абсолютно бесспорный, абсолютно доказанный фактами урок революции, то только тот, что исключительно союз большевиков с эсерами и меньшевиками, исключительно немедленный переход всей власти к Советам сделал бы гражданскую войну в России невозможной. Ибо против такого союза, против Советов рабочих, солдатских и крестьянских депутатов никакая буржуазией начатая гражданская война немыслима…
Лидер партии эсеров (фактически возглавлявший её немногочисленный «центр») В. М. Чернов в «Великой русской революции» утверждает, что в ЦК своей партии он и прежде не раз высказывался в пользу однородного правительства, которое он сам предпочитал называть «правительством трудящихся»; предложение либо отвергалось, либо откладывалось, но в период работы Демократического совещания, в конце сентября — начале октября 1917 г., его план имел уже немало сторонников и в руководстве партии:
На одном из совещаний Центральный комитет партии эсеров даже передал своим делегатам, которые вели переговоры с Керенским, примерный список кандидатов на министерские посты. Церетели должен был стать премьер-министром и министром иностранных дел, В. А. Ржевский (бывший прогрессист, председатель финансовой комиссии Государственной думы, присоединившийся к эсерам в 1917 г.) — министром финансов, министром торговли и промышленности — правый большевик Красин, министром труда — социал-демократ Колокольников, министром земледелия — помощник Чернова, известный агроном П. А. Вихляев, министром заготовок — кооператор Беркенгейм, министром внутренних дел — эсер Тимофеев или эсдек Богданов, министром юстиции — Керенский, а в случае его отказа — Гендельман, министром народного просвещения — Тимирязев или Бехтерев, военным министром — генерал Верховский, морским министром — адмирал Вердеревский. Чернов предпочел остаться вне правительства, но при необходимости мог вернуться в министерство земледелия или возглавить новое министерство национальностей.
Проект Чернова не учитывал соотношение сил, сложившееся к началу октября, когда влияние правых социалистов (особенно меньшевиков) заметно упало, а популярность левых после Корниловского мятежа, напротив, росла день ото дня: среди рекомендованных эсеров не оказалось ни одного представителя левого крыла партии; не нашлось в правительстве места и для РСДРП(б), поскольку «правый большевик Красин» в то время (и уже давно) не был ни большевиком, ни даже меньшевиком.
Во всяком случае, предложение Чернова и в этот раз реализовано не было, хотя «делегаты», Гоц и Авксентьев, его как будто не отклонили. «Возможно, — пишет Чернов, — что этот список Гоц и Авксентьев взяли с собой только для того, чтобы сбить спесь с Керенского, помахав перед его носом проектом, который будет реализован, если Керенский начнёт упрямиться. Даже неохотные сторонники коалиции были загипнотизированы близостью выборов в Учредительное собрание. Все новые правительственные комбинации следовало отложить. Никто не хотел компрометировать себя в оставшийся небольшой промежуток времени, неизбежно неопределенный и трудный».
Иную версию предлагает один из лидеров меньшевиков Ф. Дан; рассказывая о том, как и почему на Демократическом совещании не удалось создать «однородное демократическое правительство», с участием несоветской демократии, Дан заключает:
Тогда оставался — теоретически! — только один путь для немедленного разрыва коалиции: образование правительства с большевиками, не только без "не советской" демократии, но и против неё. Этот путь мы считали неприемлемым при той позиции, которую занимали уже к этому времени большевики. Мы отчетливо сознавали, что вступить на этот путь значило вступить на путь террора и гражданской войны, проделать все то, что впоследствии и действительно вынуждены были проделать большевики. Ответственность за такую политику не коалиционной власти ни один из нас брать на себя не считал возможным.

## Октябрьские переговоры

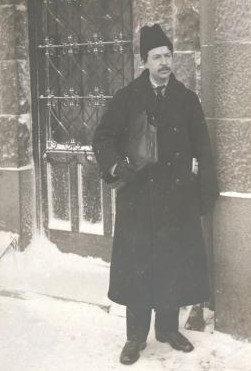
Левый эсер Штейнберг И. З., наркомюст с декабря 1917 по март 1918 года. Враждебно относился к после-октябрьской деятельности большевиков, особенно к заключению Брестского мира, и деятельности ВЧК, пришёл к личной ссоре с Дзержинским Ф. Э. Охарактеризовал новую власть следующим образом: «На одной стороне — опьянение властью: наглость и безнаказанность, издевательство над человеком и мелкая злоба, узкая мстительность и сектантская подозрительность, все более глубокое презрение к низшим, одним словом, господство. На другой стороне — задавленность, робость, боязнь наказания, бессильная злоба, тихая ненависть, угодничество, неустанное обманывание старших. Получаются два новых класса, разделенных между собой глубочайшей социальной и психологической пропастью»

### Меньшевики и правые эсеры бойкотируют первое Советское правительство. Окончательный раскол эсеров
Сразу после Октябрьского переворота большевики столкнулись с бойкотом всех умеренных социалистов, в знак протеста против произошедшего вооружённого выступления покинувших II Всероссийский съезд Советов рабочих и солдатских депутатов, и также бойкотировавших новое правительство. Уже на Съезде большевики, приступив к формированию правительства, предложили своим союзникам левым эсерам войти в него. Эсеры уклонились, по словам Ленина, «временно и условно». В их заявлении на II Всероссийском съезде Советов говорилось, что немедленное вхождение «в большевистское министерство создало бы пропасть между ними и ушедшими со съезда отрядами революционной армии, — пропасть, которая исключила бы возможность посредничества <эсеров> между большевиками и этими группами»; именно в таком посредничестве в тот момент левые эсеры видели свою главную задачу.
Миссию левых эсеров первыми оценили товарищи по партии: 27 октября (9 ноября) 1917 г. ЦК ПСР, большинство в котором принадлежало правым и центру, принял постановление об исключении из партии «всех принявших участие в большевистской авантюре и не ушедших со съезда Советов» (в конце ноября это решение подтвердил IV съезд ПСР). В результате из партии оказалась исключена большая часть петроградской организации эсеров.

### Железнодорожный исполком Викжель угрожает блокадой
Если предложение сформировать однородное социалистическое правительство в октябре 1917 г. выдвинули меньшевики и правые эсеры (при поддержке левых), то инициатива, во всяком случае, принадлежала не их центральным учреждениям: ни ЦК ПСР, ни ЦК РСДРП(м) в конце октября таких решений не принимали, — с инициативой выступил исполком железнодорожного профсоюза Викжель, в котором эсеры и меньшевики в то время преобладали: исполком состоял из 40 человек, которые относились главным образом к эсерам и меньшевикам, в этом составе насчитывалось также два большевика и два межрайонца, один сочувствующий большевикам. Представители Викжеля объявили II Съезд Советов незаконным, так как, по их мнению, после ухода меньшевистской и эсеровской фракций он лишился кворума. Соответственно, Викжель отказался признавать законность избранных Съездом Совнаркома и нового состава ВЦИК. Со своей стороны, большевики отвергли обвинения в отсутствии кворума. Кроме того, под давлением Викжеля пост наркома по железнодорожным делам в первом, на 100 % большевистском, составе Совнаркома остался временно незамещённым.
27 октября (9 ноября) Викжель заявил о своей нейтральности, отказался перевозить войска в Москву, где шли кровопролитные бои, и, угрожая всеобщей забастовкой железнодорожников, потребовал «прекращения гражданской войны и создания однородного социалистического правительства от большевиков до народных социалистов включительно», назначив для этого на 29 октября совещание социалистических партий.

### Начало переговоров. Меньшевики и правые эсеры требуют отставки Ленина и Троцкого
В тот же день ЦК РСДРП(б) в своём решении признал желательным включение в состав правительства представителей других социалистических партий (Ленин позже изъявил готовность предложить В. Чернову портфель наркома земледелия) и откомандировал на переговоры председателя ВЦИК Л. Б. Каменева и члена ЦК Г. Я. Сокольникова, также от имени ВЦИК прибывают большевики Д. Б. Рязанов и Я. М. Свердлов. На совещании, которое, по одним данным, состоялось 29 октября (12 ноября), а по другим — лишь 30-го, оттого что центральные учреждения партий меньшевиков и эсеров поначалу от переговоров с большевиками отказывались (в это время на подступах к Петрограду Красная гвардия сражалась с отрядами Керенского и Краснова и исход боев для обеих сторон был неочевиден — см. Поход Керенского — Краснова на Петроград), присутствовало в общей сложности 26 представителей социалистических партий, включая национальные.
Большевики в качестве платформы для соглашения предлагали «признание программы Советского правительства, как она выражена в декретах о земле, мире и обоих проектах о рабочем контроле», «признание Второго Всероссийского съезда единственным источником власти» (при этом большевики не отказывались присоединить к имеющемуся «источнику власти» Съезд советов крестьянских депутатов, который должен был состояться в ноябре) и ответственность правительства перед ВЦИК.
ЦК РСДРП(м) 28 октября принял резолюцию, запрещавшую переговоры с большевиками до полной ликвидации их «авантюры»; Комитету спасения Родины и революции предлагалось для создания нового правительства вступить в переговоры с Временным правительством, Предпарламентом и рабочими организациями.
Заседание ЦК РСДРП(б), на котором обсуждались эти требования, проходило в отсутствие самих Ленина и Троцкого, в связи с тем, что они в это время были заняты борьбой с происходившим тогда выступлением Керенского-Краснова. 29 октября в отсутствие Ленина и Троцкого ЦК РСДРП(б) под влиянием Зиновьева, Каменева, Ногина и Рыкова вынес большинством голосов резолюцию об удовлетворении требований Викжеля. По заявлению председателя ВЦИК Каменева Л. Б., «на первом месте стоит программа правительства и его ответственность, а отнюдь не личный его состав», причём Каменев согласился с кандидатурой правого эсера Чернова В. М. на пост председателя правительства. Таким образом, в РСДРП(б) выделяется «правое» крыло, настаивавшее на сотрудничестве большевиков с остальными социалистическими партиями.
29 октября меньшевики ещё не сомневались в успехе похода Керенского — Краснова; обещали приложить необходимые усилия, чтобы удержать казаков Краснова от актов возмездия в отношении большевиков, но их присутствие в новом правительстве считали излишним. После подавления восстания юнкеров позиция меньшевиков смягчилась и участие большевиков в правительстве больше не исключалось; теперь речь шла о пропорции и персональном составе.
Правые социалисты предложили создать из представителей исполкомов Советов, городских дум, армейских комитетов и прочих организаций так называемый «Народный совет», перед которым и было бы ответственно правительство; Ф. И. Дан предложил даже объявить II Съезд советов несостоявшимся. Кроме того, правые социалисты настаивали на неучастии в правительстве «персональных виновников Октябрьского переворота Ленина и Троцкого», в качестве главы правительства предлагали Чернова или Авксентьева, большевикам в правительстве отводилось заведомое меньшинство: в лучшем случае — 40 процентов, в худшем — 5 портфелей из 18-ти.

### Провал переговоров
Большевики в таких предложениях не усмотрели готовности правых социалистов к компромиссу и на заседании ЦК 1(14) ноября спорили уже о том, стоит ли продолжать переговоры, с тем чтобы добиться более приемлемых условий, или пора уже всякие переговоры прекратить. Большинством голосов было решено предпринять вечером того же дня последнюю попытку договориться, предложив прежние условия уже в ультимативной форме: большевистская фракция ВЦИК двумя третями голосов приняла предложение Троцкого продолжить переговоры, отвергнув предложение Ленина немедленно переговоры прервать. Вместе с тем Ленин и Троцкий отвергли курс на «соглашательство», а Крупская Н. К. назвала «однородное социалистическое правительство» — «попыткой впрячь в советскую телегу лебедя, рака и щуку». Однако и последняя попытка договориться закончилась ничем.
В. Чернов, покинув Петроград за несколько дней до Октябрьского переворота, вернулся в столицу лишь во второй половине ноября и в переговорах не участвовал. В своей «Великой русской революции» лидер ПСР пишет:
Черновский план создания «правительства трудящихся», так часто отвергавшийся или клавшийся на полку, был наконец принят. Центральный комитет партии эсеров единодушно проголосовал за эту резолюцию в отсутствие Чернова и без давления с его стороны. «Признано необходимым немедленно сформировать однородное социалистическое правительство с представителями всех социалистических партий». Так гласила резолюция, принятая 14 ноября 1917 г. Но слово «немедленно» возникло слишком поздно. Оно появилось через три недели после свержения Временного правительства и прихода к власти большевиков.
По-видимому, эсеры вступили в переговоры с большевиками (29 или 30 октября), не имея на этот счет никакого решения: то ли большинство ЦК было против переговоров, то ли ЦК ПСР вообще не счел нужным этот вопрос обсуждать… С каким решением шли на переговоры меньшевики, тоже не ясно: если верить Дану, они были в принципе против создания правительства с большевиками.
Произошедший провал выступления Керенского-Краснова позволил Ленину и Троцкому склонить на свою сторону большинство ЦК РСДРП(б) — ободрённый военными успехами Ильич бросил товарищам по партии, ратовавшим за включение в правительство представителей других социалистических партий: «Если будет ваше большинство — берите власть в ЦИК и действуйте, а мы пойдем к матросам». Угроза подействовала и раскола в руководстве большевиков не произошло. После этого требования большевиков на переговорах с Викжелем ужесточились и начали звучать, как «½ портфелей большевикам, Ленин и Троцкий — обязательно». В общей сложности с 29 октября по 6 ноября 1917 года было проведено шесть заседаний ВЦИК по вопросу Викжеля, что сильно отвлекло ВЦИК от решения текущих вопросов («викжеляние»). Но затем переговоры с Викжелем были свёрнуты.

### Демарш Зиновьева и Каменева
В знак протеста Зиновьев, Каменев, Ногин, Рыков и Милютин 4 (17) ноября выходят из состава ЦК и Совнаркома, 8 (21) ноября постановлением ЦК РСДРП(б) Каменев заменён на посту председателя ВЦИК на Свердлова. Вместе с ними вышли из советских органов И. Теодорович (наркомпрод) и А. Шляпников (наркомтруд), к ним присоединились комиссары — путей сообщения Д. Рязанов, по делам печати Н. Дербышев, государственных типографий И. Арбузов, Красной гвардии К. Юренёв, видные партработники Ю. Ларин и Г. Фёдоров).
Однако вскоре оппозиционеры возвращаются. Ленин осуждает их позицию, назвав «дезертирами» и «капитулянтами». По оценке Ричарда Пайпса, деваться им было некуда: остальные социалисты от них отказались, а у более правых партий их, скорее всего, ждала бы петля. После заключения компромисса с Викжелем вакантный пост наркома по железнодорожным делам занимает член Викжеля М. Т. Елизаров.
Действия Викжеля отличались колебаниями: он неоднократно блокировал передвижения противников большевиков, при этом свободно пропуская самих большевиков. Никакой всеобщей забастовки так объявлено и не было. В январе 1918 года на Всероссийском съезде железнодорожного профсоюза большевикам удаётся расколоть железнодорожников, образовав параллельный Исполнительный комитет Викжедор в составе 25 большевиков, 12 левых эсеров и 4 независимых. Этот исполком был немедленно признан РСДРП(б), а на пост наркома по железнодорожным делам был назначен член Викжедора А. Г. Рогов.
Окончательно оппозиция на железных дорогах была сломлена в марте 1918 года, когда декретом Совнаркома от 26 марта Наркомат путей сообщения был наделён «диктаторскими полномочиями в сфере транспорта» в связи с «дезорганизацией и демонстрацией» на железных дорогах.

## Версия большевиков
В известном смысле «однородное социалистическое правительство» всё-таки было создано в виде коалиционного — из большевиков и левых эсеров, к середине ноября 1917 г. окончательно разочаровавшихся в возможности сотрудничества с правыми социалистами, и оформившихся в отдельную партию во главе с Марией Спиридоновой.
17 (30) ноября между большевиками и левыми эсерами было достигнуто соглашение о составе правительства и 9 декабря представители ПЛСР возглавили наркоматы имуществ Российской республики (В. А. Карелин), земледелия (А. Л. Колегаев), юстиции (И. З. Штейнберг), почт и телеграфов (П. П. Прошьян), городского и местного самоуправления (В. Е. Трутовский); кроме того, представители партии левых эсеров были включены в коллегии всех остальных наркоматов. Двое левых эсеров, В. А. Алгасов и А. И. Бриллиантов становятся «наркомами без портфеля» с правом решающего голоса. Как впоследствии ехидно высказался Троцкий Л. Д., «левое эсерство было тогда прикрытием для многих пролаз, желавших примазаться к советскому режиму, но не решавшихся наложить на себя тяжелое бремя большевистской дисциплины».
Почему оказалась невозможна более широкая коалиция, — на этот счет существуют разные точки зрения, в том числе среди непосредственных участников событий. Большевики на почве «однородного социалистического правительства» обрели внутрипартийную оппозицию во главе с Каменевым, Зиновьевым и Рыковым и Ногиным, которая в своем заявлении от 4 (17) ноября 1917 г. утверждала: «ЦК РСДРП (большевиков) 14 (1) ноября принял резолюцию, на деле отвергавшую соглашение с партиями, входящими в Совет р. и с. депутатов, для образования социалистического Советского правительства».
Чернов же, напротив, утверждает, что «однородное социалистическое правительство» не состоялось потому, что его не хотели ни эсеры, ни меньшевики, ни народные социалисты, на протяжении всего 1917 года уклонявшиеся от власти — по целому ряду причин.
Помимо левых эсеров, к сотрудничеству с большевистским правительством склоняется также фракция «меньшевиков-интернационалистов» («левых меньшевиков»), но она оказывается слишком малочисленной.
Большевистско-левоэсеровская правительственная коалиция просуществовала до июля 1918 года, развалившись из-за значительных идейных противоречий. Левые эсеры осудили Брестский мир. Будучи в первую очередь крестьянской партией, они выступали против радикальной политики большевиков на селе, в первую очередь против комбедов. С другой стороны, левые эсеры поддержали Октябрьское вооружённое выступление большевиков в Петрограде и разгон Учредительного собрания.